# Bankengröße
Unter Bankengröße versteht man die Betriebsgröße eines Kreditinstituts, für die als Maßstab die Bilanzsumme, das Geschäftsvolumen, die Anzahl der Beschäftigten oder bei Filialbanken die Anzahl der Filialen herangezogen werden kann.

## Allgemeines
Die Betriebsgröße als betriebswirtschaftliche Kennzahl ist auch für Nichtbank-Unternehmen in Industrie, Handel oder Verkehrswesen von großer Bedeutung. Der Betriebswirt Walther Busse von Colbe versteht unter der Betriebsgröße „das Ausmaß der Leistungsfähigkeit eines Betriebes“, also dessen Kapazität. Messgröße der Betriebsgröße bei Nichtbanken ist vor allem der Umsatz, daneben spielen Bilanzsumme oder Anzahl der Beschäftigten eine Rolle. Einerseits messen sich Unternehmen desselben Wirtschaftszweiges hiermit im Rahmen eines Betriebsvergleichs, andererseits spielt die Betriebsgröße auch im Wettbewerb, bei der Marktmacht und der Unternehmenskonzentration eine bedeutende Rolle. Zudem hängt von der Unternehmensgröße und der Rechtsform der Umfang von Rechnungslegungs- und Offenlegungspflichten, Steuererleichterungen, Subventionen und Förderprogrammen ab. Auch für statistische Zwecke ist die Bildung von Größenklassen notwendig. Die größte Betriebsgröße weisen im Nichtbanken-Sektor die Großunternehmen auf, gefolgt von den kleinen und mittleren Unternehmen und Kleinstunternehmen.
Diese Faktoren gelten entsprechend auch im Bankwesen, das als zusätzliches Kriterium noch die mit der Bankengröße einhergehende Systemrelevanz kennt. Wegen der volkswirtschaftlichen Bedeutung des Bankensektors und damit des Finanzwesens spielt die Bankengröße eine noch bedeutendere Rolle als die Betriebsgröße von Nichtbankunternehmen. Die Bankenkrisen der Vergangenheit haben sogar zu nationalen und internationalen Finanzkrisen geführt, wie die Finanzkrise ab 2007 gezeigt hat. Je größer mithin eine Bank ist, umso mehr stellt sich die Frage ihrer Systemrelevanz.

## Bankengröße in der Bankbetriebslehre
Die Bankengröße wird in der Bankbetriebslehre vor allem unter den Kriterien Messgröße, Kosten- und Ertragslage, Wettbewerb und Systemrelevanz diskutiert.

### Messgröße
Eine geeignete Messgröße für die Bankengröße muss die in der Bankbetriebslehre entwickelte bankspezifische Aufteilung in Betriebssphäre und Wertsphäre berücksichtigen. Dabei ist zu bedenken, dass die Bankengröße nicht durch die Messung der Leistungsfähigkeit eines einzelnen Produktionsfaktors bestimmt werden kann. Repräsentativste Messgröße in der Betriebssphäre ist die Anzahl der in einem Geschäftsjahr angefallenen Buchungsposten. Die bei Kreditinstituten viel bedeutendere Wertsphäre wird durch das Passivgeschäft repräsentiert. Insgesamt ist sphärenübergreifend das Geschäftsvolumen als Größenindikator für die Bankengröße geeignet.

### Kosten- und Ertragslage
Eine Betriebsgröße, bei der die Kosteneinsparungsmaßnahmen erschöpft sind und die Kostendegression ihre Untergrenze erreicht hat, wird als mindestoptimale Betriebsgröße (englisch minimum optimal scale) bezeichnet. Wird diese Betriebsgröße nicht erreicht, produziert die Bank im Verhältnis zu den Konkurrenten zu teuer, um dauerhaft auf dem Markt bestehen zu können. Eine Betriebsgröße ist dann kostenoptimal, wenn durch sie Gewinnmaximierung erreicht werden kann. Unter optimaler Betriebsgröße ist diejenige Bankengröße zu verstehen, bei der unter den gegebenen wirtschaftlichen Bedingungen die Bankproduktion zu den niedrigsten Stückkosten erfolgt. Graphisch muss die Stückkostenkurve im Schnittpunkt der Grenzkostenkurve (dem Betriebsoptimum) ihren Tiefpunkt durchlaufen.
Nach dem Gesetz der Massenproduktion wird der – in Kreditinstituten besonders hohe – Fixkostenanteil bei zunehmender Kapazitätsauslastung pro Stück kleiner, es entstehen Größenvorteile. Wird durch die Erhöhung der Kapazität eine Kostensenkung erreicht, spricht man von Economies of Scale (statische Skaleneffekte). Größendegression tritt ein, wenn die Stückkosten mit wachsenden Betriebsgrößen abnehmen (Kostenvorteile), bis die optimale Betriebsgröße erreicht ist.
Die Betriebsgröße der größten Kreditinstitute ist nur teilweise durch internes Wachstum (Steigerung des Kundengeschäfts), meist jedoch durch Fusionen entstanden. Wachsende Bankengrößen können die Economies of Scale und die Rentabilität verbessern, weil sich das Gesetz der Massenproduktion positiv auf die Ertragslage und das Rating einer Bank auswirkt und Synergiepotenziale genutzt werden können. Mit der wachsenden Bankengröße geht auch eine erhöhte Marktmacht einher; horizontale Fusionen zwischen Banken, die zumindest teilweise in den gleichen geografischen Märkten operieren, führen auch zu einer Steigerung der Marktanteile.

### Wettbewerb
Der Wettbewerb im Kreditgewerbe konfrontiert die Kreditinstitute – insbesondere angesichts der zahlreichen Fusionen – ständig mit dem Betriebsgrößenproblem. Im Bankenwettbewerb spielen die größenabhängigen Kostenvorteile in der Bankkalkulation für die Preis- und Gebührenpolitik eine entscheidende Rolle, weil sich über niedrige Bankpreise (Kreditgeschäft) bzw. hohe Bankpreise (Passivgeschäft) Kunden gewinnen lassen und bei günstigeren Preisen der Konkurrenz Bankkunden die Tendenz zur Abwanderung zeigen. Bei Kundenzuwachs können durch eine verbesserte Kapazitätsauslastung die Fixkosten besser genutzt (Nutzkosten) und zusätzliche, gewinnerhöhende Margen erzielt werden.
Die größten Kreditinstitute sind im deutschen Bankwesen die Großbanken und Großsparkassen. Es folgen die mittleren und Kleinbanken. Die 2.400 kleinsten Institute kommen in Deutschland auf einen Marktanteil von 20 %, davon weisen 1.800 Institute ein Geschäftsvolumen von unter 1 Milliarde Euro auf. Die vier größten Banken verfügen nur über knapp 17 % Marktanteil. In Großbritannien, Frankreich, Spanien oder den Niederlanden entfallen auf die drei bis fünf größten Institute bis zu 80 % Marktanteil. In Deutschland gibt es deshalb einen intensiveren Bankenwettbewerb, während in den genannten Ländern Oligopole bestehen. Nach Bankengruppen führte im Jahre 2016 in Deutschland der Sparkassensektor mit einem Marktanteil von 26,3 % (Sparkassen 14,4 % und Landesbanken 11,9 %), gefolgt von den Großbanken (24,9 %), Genossenschaftsbanken mit 14,2 % (Kreditgenossenschaften 10,4 %, genossenschaftliche Zentralbanken 3,8 %) und Regionalbanken/sonstige Kreditbanken (11,6 %).

### Systemrelevanz
Ein weiterer Antrieb für wachsende Bankgrößen liegt für Bankmanager in der zu erwartenden Systemrelevanz. Was systemrelevant konkret bedeutet, ist bankenaufsichtsrechtlich für Deutschland definiert. Systemrelevant sind danach Institute, deren „Bestandsgefährdung aufgrund ihrer Größe, der Intensität ihrer Interbankenbeziehungen und ihrer engen Verflechtung mit dem Ausland erhebliche negative Folgeeffekte bei anderen Kreditinstituten auslösen und zu einer Instabilität des Finanzsystems führen könnte“. Die Bankengröße ist damit explizit als Kriterium der Systemrelevanz erwähnt. Auch die in allen EU-Mitgliedstaaten geltende Richtlinie 2013/36/EU (Eigenkapitalrichtlinie) (englische Abkürzung CRD IV) vom 26. Juni 2013 sieht in Art. 131 Abs. 3 CRD IV die Größe als eines der Systemrelevanz-Kriterien vor.
Letztlich können die Geschäftsbanken davon ausgehen, dass mit zunehmender Bankengröße ihre Insolvenzgefahr verringert werden kann, weil größere Banken eher mit staatlicher Hilfe (siehe Bankenrettungsgesetz und Rettungsaktion) rechnen können (englisches Schlagwort too big to fail) als Kleinbanken mit lediglich lokalem Marktauftritt. Das Ziel wachsender Bankengröße, um eine Bankenrettung wahrscheinlicher werden zu lassen, bedeutet ein durch Fehlanreiz erwachsendes Moralisches Risiko. Damit kann eine unerwünschte Wettbewerbsverzerrung zu Gunsten systemrelevanter Banken einhergehen.

## Mathematische Modellierung
Als Messgrößen bieten sich die aggregierten Bilanzsummen oder Geschäftsvolumina der Kreditinstitute {\displaystyle BS_{a}} in einem Staat an. Das hiervon auf das einzelne Institut entfallende Aggregat {\displaystyle BS_{k}} ist die Bankengröße {\displaystyle G_{k}} eines Instituts:
{\displaystyle {\begin{aligned}G_{k}&={\frac {BS_{k}}{BS_{a}}}\end{aligned}}}
Die folgenden Modellierungen gehen anstelle der aggregierten Bilanzsummen vom Aggregat der Geldmenge aus. Für die mathematische Modellierung der Bankengröße sei die Geldmenge {\displaystyle M_{k}} betrachtet, die sich aus der Notenbankgeldmenge und den Sichteinlagen (der sogenannten Geldmenge M1) im Besitz der k-ten Bank zu einem bestimmten Zeitpunkt befindet. Der Anteil der Geldmenge einer Bank an der Gesamtgeldmenge {\displaystyle M} ist gegeben durch:
{\displaystyle {\begin{aligned}m_{k}&={\frac {M_{k}}{M}}\end{aligned}}}
Die Bankengröße hängt davon ab, wie stark der Anteil {\displaystyle m_{k}} im Laufe der Zeit wächst. Das Wachstum ist bestimmt durch zwei Prozesse: einerseits durch Zu- und Abflüsse von Geld und andererseits durch die Zunahme der Gesamtgeldmenge.
Der Zu- und Abfluss von Geld einer Bank zu anderen Banken kann als ein Zufallsprozess betrachtet werden. Die Wahrscheinlichkeit des Zu- oder Abflusses von Geld ist in erster Näherung proportional zu dessen Größe. Das Wachstum der Geldmenge der k-ten Bank kann daher als
{\displaystyle {\begin{aligned}{\frac {\mathrm {d} M_{k}}{\mathrm {d} t}}&=\alpha _{k}M_{k}\end{aligned}}}
geschrieben werden, wobei {\displaystyle \alpha _{k}} die Wachstumsrate der Geldmenge {\displaystyle m} der k-ten Bank ist. Sie ist charakterisiert durch den Erfolg, mehr Geld zu- als abfließen zu lassen.
Die Gesamtgeldmenge vergrößert sich einerseits durch den Zufluss an Notenbankgeld und andererseits durch Kreditvergabe. Bei der Kreditvergabe machen sich Banken die Tatsache zunutze, dass sich trotz Zu- und Abflüssen von Geld ein gewisser Teil der vorhandenen Einlagen nicht ändert. Banken legen daher eine Mindestkapitalmenge für die zu erwartenden Geldflüsse als Reserve zurück und verleihen den Rest der vorhandenen Geldeinlagen. Je mehr Geldeinlagen eine Bank hat, desto größer ist das Kreditvolumen, das sie vergeben kann. Mit der Bereitstellung eines Kredites werden Zahlungen getätigt, die dazu führen, dass sich die Einlagen der anderen Banken erhöhen, wovon diese wiederum zusätzliche Kredite vergeben können (Geldschöpfung). Die Gesamtgeldmenge wächst mit
{\displaystyle {\begin{aligned}{\frac {\mathrm {d} M}{\mathrm {d} t}}&=\alpha M\end{aligned}},}
wobei {\displaystyle \alpha } die mittlere Wachstumsrate der Gesamtgeldmenge {\displaystyle M} ist. Sie wird durch das Maß der Kreditvergabe aller Banken und die Zunahme an Notenbankgeld gegeben. Berechnet man die zeitliche Ableitung des Anteils einer Bank an der Gesamtgeldmenge (erste Gleichung), so ergibt sich:
{\displaystyle {\begin{aligned}{\frac {\mathrm {d} m_{k}}{\mathrm {d} t}}&={\frac {1}{M}}{\frac {\mathrm {d} M_{k}}{\mathrm {d} t}}-{\frac {M_{k}}{M^{2}}}{\frac {M}{\mathrm {d} t}}\end{aligned}}}
Durch Einsetzen der obigen Gleichungen für {\displaystyle {\tfrac {\mathrm {d} m_{k}}{\mathrm {d} t}}} und {\displaystyle {\tfrac {\mathrm {d} M}{\mathrm {d} t}}} erhält man:
{\displaystyle {\begin{aligned}{\frac {\mathrm {d} m_{k}}{\mathrm {d} t}}&=(\alpha _{k}-\alpha )m_{k}\end{aligned}}}
Dies ist eine sogenannte Replikatorgleichung. Sie bestimmt die zeitliche Entwicklung der Bankengröße und besagt, dass sich Banken in Konkurrenz um die vorhandene Geldmenge befinden. Die Wachstumsrate {\displaystyle \alpha _{k}} (sogenannte Fitness) bestimmt den Erfolg, Geld an eine Bank zu binden. Um diese Rate möglichst hoch zu halten, bieten Banken beispielsweise attraktive Konditionen für Bankkunden an und versuchen, vorteilhafte Kredite zu vergeben. Für zeitlich konstante {\displaystyle \alpha _{k}} würde sich nach genügend langer Zeit eine stationäre Lösung einstellen, in der ein  {\displaystyle m_{k}=1} und alle anderen {\displaystyle m_{k}=0} sind. In diesem Fall würde sich eine Monopolbank bilden.

## Die Größenverteilung der Banken
Die Größe einer Bank hängt von vielen Faktoren ab, die sich zeitlich schnell ändern. Beispielsweise können erfolgreiche Kreditabschlüsse, Marketingaktionen, eine neue Führung oder auch wechselnde ökonomischen Randbedingungen dazu führen, dass die Wachstumsrate {\displaystyle \alpha _{k}} zeitlich stark variiert. Die Replikatorgleichung besagt jedoch, dass Nachteile einer Bank Vorteile für andere Banken bedeuten können. Durch die sich zeitlich ändernde Wachstumsrate ändert sich zwar die Größe einer Bank, jedoch bleibt die Größenverteilung der Banken {\displaystyle f(m)} relativ stabil. Um diese zu ermitteln, sei die Differenz aus den Replikatorgleichungen der Bank mit der höchsten mittleren Wachstumsrate {\displaystyle \alpha _{0}} und dem Marktanteil {\displaystyle m_{0}}, und einer beliebigen Bank mit dem Index {\displaystyle k} gebildet:
{\displaystyle {\begin{aligned}{\frac {\mathrm {d} \ln(m_{k})}{\mathrm {d} t}}-{\frac {\mathrm {d} \ln(m_{0})}{\mathrm {d} t}}&=(\alpha _{k}-\alpha _{0})=-\Delta \alpha _{k}\end{aligned}}}
mit {\displaystyle \Delta \alpha _{k}>0}. Um die zeitlichen Änderungen der Wachstumsraten zu berücksichtigen, kann man {\displaystyle \Delta \alpha _{k}} als eine fluktuierende Größe der Form
{\displaystyle \Delta \alpha _{k}=\Delta \alpha -\chi _{k}}
schreiben. In dieser Gleichung ist {\displaystyle \Delta \alpha } die mittlere Differenz der Wachstumsraten der Banken in Bezug auf die größte Wachstumsrate über den betrachteten Zeitraum und  {\displaystyle \chi _{k}}  eine im Mittel verschwindende fluktuierende Größe, die durch zufällige voneinander unabhängige Ereignisse bestimmt ist. Damit lässt sich die obige Gleichung umformen zu:
{\displaystyle {\begin{aligned}{\frac {d}{dt}}\left({\frac {m}{m_{0}}}\right)&=(-\Delta \alpha +\chi ){\frac {m}{m_{0}}}\end{aligned}}}
wobei zur Vereinfachung der Schreibweise der Index weggelassen wird. Es sei berücksichtigt, dass die Differenz {\displaystyle \Delta \alpha } in der Regel sehr klein ist, also {\displaystyle \Delta \alpha \sim \epsilon } mit {\displaystyle \epsilon \ll 1}. Das charakteristische Wachstum einer Bank hängt damit wesentlich von der Größe einer Bank ab. Für kleine Banken mit einem Marktanteil {\displaystyle {\tfrac {m}{m_{0}}}<\epsilon } kann nämlich der erste Term in der obigen Gleichung vernachlässigt werden, denn er ist sehr klein von der Größenordnung {\displaystyle \epsilon ^{2}}. Die Replikatorgleichung reduziert sich für kleine Banken auf
{\displaystyle {\begin{aligned}{\frac {d}{dt}}\left({\frac {m}{m_{0}}}\right)&=\chi {\frac {m}{m_{0}}}\end{aligned}}}.
Dies ist eine Langevin-Gleichung, die ein multiplikatives Wachstum beschreibt (Gibrats Gesetz). Unter der Annahme, dass {\displaystyle \chi } durch weißes Rauschen beschrieben werden kann, ist die Größenverteilung kleiner Banken durch eine Lognormalverteilung gegeben:
{\displaystyle f(m)={\begin{cases}\displaystyle {\frac {1}{{\sqrt {2\pi }}\sigma {\frac {m}{m_{0}}}}}\,\exp {\Big (}-{\frac {(\ln({\frac {m}{m_{0}}})-\mu )^{2}}{2\sigma ^{2}}}{\Big )}&m>0\\0&m\leq 0\end{cases}}}
mit den freien Parametern {\displaystyle \mu } und  {\displaystyle \sigma }.
Für große Banken muss man jedoch den Term {\displaystyle \Delta \alpha }  mitberücksichtigen. Um die daraus folgende Veränderung der Größenverteilung zu bestimmen, führt man neue Variable ein. Es sei:
{\displaystyle {\begin{aligned}x=\ln \left({\frac {m}{m_{0}}}\right)\end{aligned}}}
und
{\displaystyle {\begin{aligned}{\frac {\mathrm {d} V}{\mathrm {d} x}}&=\Delta \alpha \end{aligned}}}
Durch Einsetzen erhält man:
{\displaystyle {\begin{aligned}{\frac {\mathrm {d} x}{\mathrm {d} t}}&=-{\frac {\mathrm {d} V}{\mathrm {d} x}}+\chi \end{aligned}}}
Diese Form einer Langevingleichung ist aus der Diffusion Brownscher Teilchen bekannt. Sie beschreibt eine fluktuierende Größe {\displaystyle x} in einem Potential {\displaystyle V(x)}. Die Verteilungsfunktion {\displaystyle f(x)} wird über einen längeren Zeitraum durch eine Maxwell-Boltzmann-Verteilung beschrieben:
{\displaystyle {\begin{aligned}f(x)\sim \exp \left(-{\frac {V(x)}{D}}\right)\end{aligned}}}
Dabei ist {\displaystyle D} die Rauschamplitude der stochastischen Funktion {\displaystyle \chi } und
{\displaystyle {\begin{aligned}V(x)=\int \Delta \alpha \mathrm {d} x.\end{aligned}}}
Durch Einsetzen der ursprünglichen Variablen erhält man:
{\displaystyle {\begin{aligned}f(x)\mathrm {d} x=f(m)dm\sim \exp \left(-{\frac {1}{D}}\int \Delta \alpha d\ln \left({\frac {\mathrm {m} }{m_{0}}}\right)\right)d\ln \left({\frac {\mathrm {m} }{m_{0}}}\right)\end{aligned}}}
Die Integration liefert schließlich eine Pareto-Verteilung (power-law-Verteilung) der Form
{\displaystyle {\begin{aligned}f(m)\sim {\frac {1}{{\frac {m}{m_{0}}}^{1+\beta }}}\end{aligned}}}
mit {\displaystyle \beta ={\tfrac {\Delta \alpha }{D}}}. Die Verteilung großer Banken mit {\displaystyle {\tfrac {m}{m_{0}}}>\epsilon } wird also nach genügend langer Zeit durch ein Potenzgesetz beschrieben.

Die Größenverteilung von Banken ist daher durch eine Lognormalverteilung für kleine Banken und einer Pareto-Verteilung für große Banken gegeben, wie sie auch empirisch gefunden wird. Große Banken profitieren wesentlich von ihrer Größe. Dieser sogenannte Skaleneffekt kommt nicht durch erfolgreiches Wirtschaften zustande, sondern weil große Banken mehr vom Geldwachstum profitieren können als kleine Banken.

Dieser Vorteil kann jedoch durch Missmanagement zunichtegemacht werden, sodass auch große Banken insolvent gehen können (siehe Lehman Brothers). Die Wachstumsrate der Gesamtgeldmenge wird allerdings wesentlich durch den Beitrag großer Banken bestimmt, denn es gilt:
{\displaystyle {\begin{aligned}\alpha &=\Sigma \alpha _{k}m_{k}\end{aligned}}}
Geht nun eine große Bank insolvent, verringert sich die Wachstumsrate der Geldmenge oder wird sogar negativ. Ist {\displaystyle \alpha <0}, wird Geld in großem Maßstab vernichtet. Während große Banken vom Geldwachstum profitieren, wird eine Verringerung der Geldmenge gerade für sie zum Problem und sie können mit in die Insolvenz gerissen werden. Aufgrund der Vernetzung der Geldflüsse betrifft die Insolvenz einer großen Bank daher auch alle anderen Banken. Es kann zu einer Finanzkrise mit all ihren negativen Folgen für die Wirtschaft kommen. Um diese zu verhindern, kann es notwendig sein, dass Notenbank und Politik eingreifen müssen, um große Banken zu retten, siehe auch: Too big to fail.

## Liste von Banken nach Größe
Für verschiedene nationale Listen von Banken nach Größe siehe die Kategorie:Liste (Banken). Für Deutschland siehe die Liste der größten Banken in Deutschland. Für die größten Banken siehe auch Großbank.